# Moonlight Destiny/セーラーチームのテーマ
『Moonlight Destiny/セーラーチームのテーマ』は、劇場用アニメーション『劇場版美少女戦士セーラームーンS』の主題歌マキシシングルである。1994年12月1日に日本コロムビアより発売。

## 概要
A面タイトル曲「Moonlight Destiny」は、劇場版アニメーション『劇場版美少女戦士セーラームーンS』のエンディング主題歌。
A面カップリング曲「セーラーチームのテーマ」は、セーラーチームのイメージソングである。
2曲のオリジナル・カラオケは付かない。

## 曲目リスト
1. Moonlight Destiny [5:59]
  - 歌：朝川ひろこ
  - 作詞：佐藤ありす、作曲：池毅、編曲：戸塚修
2. セーラーチームのテーマ [3:53]
  - 歌：朝川ひろこ
  - 作詞：武内直子、作曲：小坂明子、編曲：戸塚修